# Tyranny
Tyranny – fiński zespół założony w 2001 roku, tworzący funeral doom. Ich teksty opierają się na wizjach końca świata.

## Skład zespołu
- Matti Mäkelä
- Linda Lindqvist

## Dyskografia
- 2004: Bleak Vistae (EP)
- 2005: Tides of Awakening (CD)
- 2015: Aeons In Tectonic Interment[1][2]